# Nidação
Nidação é o processo de fixação do embrião na parede uterina.

## Da trompa ao útero
O zigoto é fecundado na trompa uterina, sofrendo sucessivas mitoses ao longo do caminho da trompa até o útero. Esse processo é chamado de clivagem e dura aproximadamente 4-5 dias. Chegando no útero, o embrião passa a ser chamado de blastocisto. O blastocisto é uma esfera oca, com uma camada externa de células nomeadas blastômeros que juntas formam o trofoblasto e uma massa celular interna chamada embrioblasto.
O endométrio está na fase secretora, ocorrendo liberação de substâncias importantes para a nutrição do embrião. Como o embrião está na luz do útero, sua nutrição é feita por secreções de glândulas uterinas, que liberam substâncias como o glicogênio.

## Preparação para a implantação
A primeira etapa da implantação do blastocisto no útero é a sua dissociação com a zona pelúcida, estrutura que impede a fixação do embrião. O trofoblasto libera proteases ricas em cisteína que fazem a ruptura com a zona pelúcida, permitindo que o blastocisto aumente de tamanho consideravelmente. Após a separação, o blastocisto encosta na parede do endométrio com a região do embrioblasto próxima a parede uterina. Esse processo ocorre por volta do sexto dia.

## Adesão
A justaposição e adesão são feitas por diferentes componentes: interdigitação dos microvilos do trofoblasto e do epitélio uterino; interações envolvendo receptores do trofoblasto (como os receptores para o fator inibidor da leucemia (LIF)); integrinas presentes na parede do trofoblasto que se ligam com a matriz extracelular do endométrio; e citocinas presentes na superfície do endométrio.
Com a adesão no epitélio endometrial, o trofoblasto se prolifera e se diferencia em duas camadas. A camada externa, chamada sinciciotrofoblasto, é uma massa multinucleada de células e é responsável pela liberação de enzimas proteolíticas que degradam os tecidos maternos, possibilitando a penetração. A camada interna é chamada citotrofoblasto.

## Implantação
Na invasão do tecido endometrial, o sinciciotrofoblasto fagocita o tecido endometrial. Com essa penetração, o embrião chega ao miométrio, camada intermediária do útero, composta por músculo liso. Com a implantação, fibroblastos presentes no tecido endometrial sofrem diferenciação induzida por estrogênio e progesterona. Passam a ser células deciduais que absorvem glicogênio e lipídio, como forma de fornecer energia para o embrião continuar o desenvolvimento. Esse processo é chamado reação decidual e é fundamental para implantação do embrião.
Ao final de aproximadamente 12-14 dias, o embrião está completamente coberto pelo endométrio, sem ter contato com a luz do útero.

## Teste de gravidez
O sinciciotrofoblasto também produz o  hormônio gonadotrofina coriônica (hCG), que atua no corpo lúteo, fazendo com que este continue a produzir e liberar progesterona e estrogênios. O hCG é a principal substância detectada no teste de gravidez, uma vez que sua síntese está relacionada com a nidação. Após aproximadamente 15 dias da fecundação, sua concentração no sangue é alta e já é detectável.